# Maraîchers (stanice metra v Paříži)
Maraîchers je nepřestupní stanice pařížského metra na lince 9 ve 20. obvodu v Paříži. Nachází se na křižovatce ulic Rue des Pyrénées a Rue d'Avron.

## Historie
Stanice byla otevřena 10. prosince 1933 při rozšíření linky ze stanice République do Porte de Montreuil.
V roce 2006 byla stanice kompletně zrekonstruována.

## Název
Jméno stanice je odvozeno od názvu nedaleké ulice Rue des Maraîchers. Maraîchers znamená česky „zelináři“, kterých zde kdysi mnoho žilo. Svahy kopců Belleville a Montreuil totiž až do 19. století sloužily k pěstování zeleniny.

## Vstupy
Stanice má tři vchody, které se nacházejí v ulici Rue des Pyrénées.